# 甘肃土当归
甘肃土当归（学名：Aralia kansuensis）为五加科楤木属的植物，是中国的特有植物。分布在中国大陆的甘肃等地，生长于海拔3,100米的地区，目前尚未由人工引种栽培。